# محراب فاطمة
محراب فاطمة أحد محاريب المسجد النبوي الستة , هو محراب ابنة الرسول فاطمة الزهراء , يقع جنوب محراب التهجد داخل المقصورة الشريفة.